# کرم پاف (گربه)
کرم پاف (انگلیسی: Creme Puff) گربه‌ای به مالکیت جک پری از آستین تگزاس است. با استناد به رکوردهای جهانی گینس این گربه مسن‌ترین گربهٔ شناخته شده جهان لقب دارد. در زمان مرگش این گربه ۳۸ سال و سه روز عمر داشت. مالکِ این گربه، گربهٔ دیگری را با اسم گرندپا نیز داشت که ادعا شده در پاریس تگزاس متولد شده و ۳۴ سال عمر کرده‌است. گرندپا پس از مرگش به مجله گربه‌ها و بچه‌گربه‌ها اهدا شد. همچنین گرندپا اخیراً توسط رکوردهای جهانی گینس نیز به ثبت رسید. نویسندگان درپی فهمیدن این نکته بودند که طول عمر بسیار بالای این گربه‌ها به چه چیز غیرمعمولی در زندگی این گربه‌ها برمیگردد، مثل یک رژیم غذایی نامعمول یا چیزهای دیگر مثل صبحانه‌ای کامل، کلم بروکلی، مارچوبه یا قهوه با خامه بسیار.
آنچه واضح است این است که پری قطعاً اقدام به انجام کاری ویژه بابت این طول عمر کرده‌است.
میانگین عمر یک گربه در حالت معمول ۷ سال و در شرایط نگهداری مطلوب از ۱۵ سال تجاوز نمی‌کند.

## ادعایی دیگر
همچنین یک فرد انگلیسی نیز ادعا کرد که گربه اش حداقل ۴ سال از مسن‌ترین گربه جهان مسن ترست. رکوردهای گینس اعلام داشت این ادعا باید به تأیید پژوهشگران مورد اعتماد این سازمان در آید